# Células madre limbares
Durante las últimas décadas se han dado enormes avances en la comprensión del proceso de desarrollo de los tejidos y su diferenciación en las diferentes etapas del desarrollo embrionario. Tal comprensión ha permitido comprender la importancia de las células troncales en ese proceso.
Estas mismas, se han estudiado profundamente también en los últimos tiempos buscando aplicación práctica a lo que algunos pioneros en la materia denominan ingeniería biomédica.
Dentro de estas investigaciones toman gran importancia las investigaciones que buscan reproducir los islotes del páncreas que producen la insulina como una solución a la complicada enfermedad de la diabetes. Pero no es el único proceso de investigación importante; se cuentan el desarrollo de tejido de médula espinal y otros en el tratamiento del cáncer, tejidos del mio- y pericardio para resolver daños en el corazón provocados por infarto entre otros.
En este artículo se presenta una revisión del tema de las células troncales en un área de punta como son las células troncales limbares, precursoras de la córnea ya que la Enfermedad de Deficiencia Limbar, la cual está relacionada con la deficiencia de células troncales limbares, es una de las causas más importantes en pacientes con opacidad de la córnea y finalmente pérdida de la visión.
La córnea tiene el 75% del poder dióptrico del ojo y por eso la importancia de su correcto funcionamiento es tan importante para el mantenimiento de una buena visión. En el artículo se estudian las células precursoras de este tejido, y su posible uso en el desarrollo de tejido de córnea sintético en búsqueda de una solución a varios problemas de ceguera.

## Historia
La córnea está constituida por el epitelio y su membrana basal, membrana de Bowman, estroma, membrana de Decemet y endotelio.
El epitelio es de tipo estratificado escamoso no queratinizado de 5-7 capas con uniones intracelulares, sustentadas sobre su membrana basal. El epitelio corneal es un tejido que presenta una alta tasa de regeneración en donde las células de la superficie se liberan constantemente de manera que presentan un periodo de rotación de 4-6 días. Además el epitelio corneal esta permanente expuesto a lesiones debido a que está expuesta al entorno. Esta capacidad de renovación constante depende de las células troncales y células de amplificación transitorias.
Estas células troncales son denominadas LSCs o células troncales limbares,  se caracterizan por presentar un estado característico: pobremente diferenciadas, alta capacidad de autorrenovación, larga vida en el organismo, baja actividad mitótica y división celular simétrica o asimétrica.
La fuente primaria de las células del epitelio corneal es una población de células troncales que residen en la capa basal de este epitelio, en una estructura llamada empalizadas de Vogt, caracterizada por criptas radiadas a lo largo del limbo corneal escleral del tejido conectivo.

## Morfología
Desde el punto de vista morfológico, son células pequeñas con un gran núcleo que se convierten por ello en células de amplificación transitoria (TACs)1. Estas diferentes células forman la córnea o sellan el epitelio para mantener la homeostasis celular. Una característica especial de estas LSCs es que dependen mucho de su nicho o microambiente para conservar sus características o diferenciarse.
Este nicho es un equilibrio dado por señales del ambiente, células vecinas, señales moleculares del cuerpo e incluso la composición de la matriz extra celular, los cuales mantienen la proporción entre células troncales y células diferenciadas, en la proporción necesaria en el tejido. Dentro de este equilibrio es muy importante las vías de señalización que se dan en el tejido donde hay marcadores moleculares importantes como ABCG2, el p63, C/EBPd (que induce el ciclo celular G0/G1), el Bmil, en Notch1 (receptor transmembranal y mantiene indiferenciadas las células), el K19, el vimentin, el KGF-R, la metalotionina y la interina I. Esta complejidad de sustancias mantienen el equilibrio de expresión y desarrollo de las LSCs y cualquier pequeña perturbación afecta de manera marcada el desarrollo y especialización de las LSCs.1,2
El equilibrio de estos marcadores crea gradientes y factores para el crecimiento y para la migración celular centrípeta, así como para la proliferación celular que permite el desarrollo del tejido o que regula el proceso de cicatrización de la córnea madura. Dentro de este último es importante el factor de crecimiento epidemial (EGF) que mantiene la transparencia de la córnea y que es un componente de las lágrimas que estimula la proliferación celular epitelial y endotelial de la córnea.
Cuando falla este equilibrio en especial en la córnea desarrollada, se presentan problemas de regeneración del epitelio corneal. Esto se ha clasificado como Enfermedad de Deficiencia Limbar, la cual esta íntimamente relacionada con la deficiencia de las células troncales limbares para poder realizar la regeneración del epitelio corneal.

## Tratamientos
Dentro de los múltiples tratamientos que hay para este tipo de patología, el cultivo de células troncales limbares ha empezado a tener una gran fuerza siendo un procedimiento muy prometedor, el cual podría corregir este tipo de patología desde su base.
El epitelio corneal y las células troncales muestran una dinámica interesante con respecto a su habilidad para regenerar el tejido y balancear su expresión en función del ambiente y de las necesidades existente en su nicho. El estudio de este balance puede dar buenas luces respecto a la dinámica de otros tipos de células troncales del cuerpo, lo cual es fundamental en el desarrollo de conocimientos que puedan ser útiles tanto para la comprensión del desarrollo embrional y biológico de los individuos, en especial aquellos patológicos que generan enfermedad, así como para su aplicación tanto en la tecnología en tratamientos a partir de las mismas que están en curso, como en los esfuerzos de la ya mencionada ingeniería biomédica.